# William Carr
William Carr (1921-20 de junio de 1991) fue un historiador británico, que escribió diversos trabajos sobre la Alemania contemporánea.
Fue autor de obras como Schleswig-Holstein 1815-1848. A Study in National Conflict (1963), A History of Germany, 1815-1945 (1969), Hitler. A Study in Personality and Politics (1978), Poland to Pearl Harbor: The Making of the Second World War (1985) o The Origins of the Wars of German Unification (1991), entre otras